# Bossenstein Golf en Polo Club
Bossenstein Golf en Polo Club ligt in Broechem bij Antwerpen.
De baan ligt op het domein van kasteel Bossenstein. Ze bestaat uit drie lussen van elk negen holes, ontworpen door golfbaanarchitect Paul Rolin. De zogenaamde "Championship Course" bestaat uit de 9-holes par 34 en de 9-holes par 37 lussen. Daarnaast is er een 9-holes par 31 lus.